# حاکم اول
ابو عباس احمد بن حسن بن ابی بکر پس از مستنصر بالله دوم که توسط پادشاه بیبرس به قاهره رفته بود، به حکومت رسید و الحاکم بامرالله لقب گرفت. او در جنگ همراه با مستنصر بالله دوم علیه مغول جنگید و جان سالم به در برد و با حدود ۵۰ مرد در مارس ۱۲۶۲ میلادی وارد قاهره شد و بیبرس به استقبال او شتافت و جشن برپا کرد. قاضی‌القضا رای به این داد که خطبه و سکه به نامش کنند و نماز جماعت را امامت کند ولی بیبرس حاکم واقعی مملکت بود.